# Tim Elliott (geoquímico)
Timothy Richard Elliott FRS é um geoquímico, professor da Universidade de Bristol.
Foi eleito membro da Royal Society (FRS) em 2017.